# Thioprotéine
 (signalé en mai 2025).
Si vous disposez d'ouvrages ou d'articles de référence ou si vous connaissez des sites web de qualité traitant du thème abordé ici, merci de compléter l'article en donnant les références utiles à sa vérifiabilité et en les liant à la section « Notes et références ».
- Archive Wikiwix
- Bing
- Cairn
- DuckDuckGo
- E. Universalis
- Gallica
- Google
- G. Books
- G. News
- G. Scholar
- Persée
- Qwant
- (zh) Baidu
- (ru) Yandex
- (wd) trouver des œuvres sur Wikidata

Une thioprotéine, ou protéine à groupement thiol est une protéine dont l'un au moins des acides aminés constituant la chaîne polypeptidique contient du soufre comme la méthionine ou la cystéine.
Les thioprotéines font partie des principaux antioxydants du plasma sanguin, qui incluent l'ascorbate (vitamine C),  la bilirubine, l'urate(ou acide urique) et l'α-tocophérol (une forme de la vitamine E). 
L'ensemble de ces molécules agissent sur la phase de propagation de la lipoperoxydation (ou peroxydation des lipides par un radical libre).